# Kitô giáo tại Việt Nam
Cơ đốc giáo tại Việt Nam hiện gồm có Giáo hội Công giáo và các Hội thánh Tin Lành. Kitô giáo được truyền vào Việt Nam từ thế kỷ 16 thông qua các thừa sai tới từ Iberia. Số lượng tín hữu Công giáo và Tin Lành ngày nay được ghi nhận là lần lượt chiếm 7% và 2% dân số cả nước; tuy nhiên, con số thực tế có thể cao hơn, như 10% dân số Công giáo và 5% dân số Tin Lành.

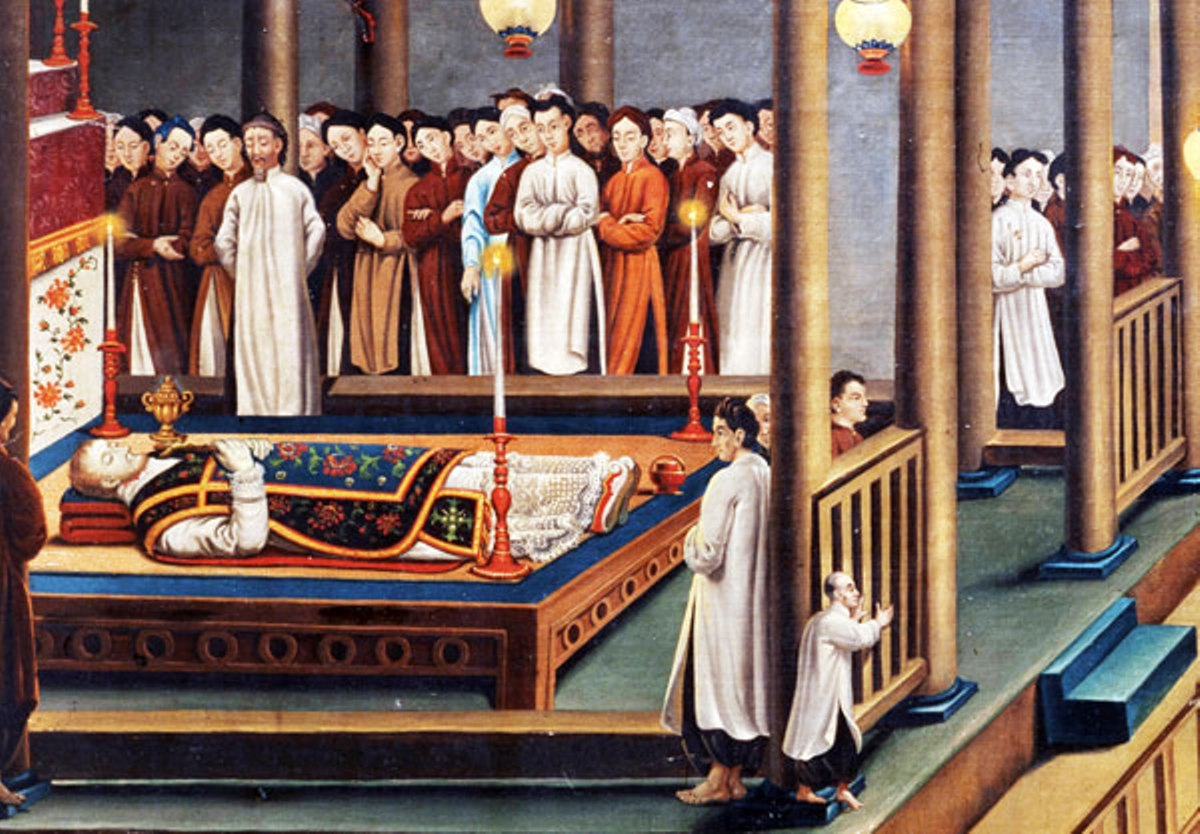
Giáo hữu làng Vĩnh Trị và các thầy nhà tràng tới kính viếng xác thầy cả Jean-Louis Bonnard Hương, một trong các đấng tử đạo tại Việt Nam.

Cảnh giáo được cho là đã có mặt tại Giao Châu hay An Nam dưới thời nhà Đường. Công giáo đã được truyền bá từ thế kỷ 16 nhưng các tu sĩ Dòng Tên, bắt đầu có mặt từ năm 1615, mới là những người có công lớn trong việc thiết lập vững chắc các cộng đoàn Công giáo Việt Nam tại cả Đàng Trong và Đàng Ngoài. Ngày chiếc thuyền của các thừa sai Dòng Tên cập bến tại Đàng Ngoài năm 1627 cũng đúng vào ngày lễ Thánh Giuse (19 tháng 3) nên Giáo hội Công giáo tại Việt Nam đã chọn Thánh Giuse làm bổn mạng.
Năm 1911, các nhà truyền giáo thuộc Hội Truyền giáo Phúc âm Liên hiệp đặt chân đến Đà Nẵng để bắt đầu truyền giảng Phúc Âm theo đức tin Kháng Cách, thường gọi chung là Tin Lành. Cách gọi này được dùng bởi cả Hội thánh Tin Lành Việt Nam và các hội thánh thuộc những hệ phái như Baptist, Trưởng lão, Mennonite, Ngũ tuần.
Chính thống giáo hiện diện tại Việt Nam vào đầu thế kỷ 21 với các cộng đoàn tiếng Nga.
Việt Nam hiện nay có khoảng 7 triệu tín hữu Công giáo và 2 triệu tín hữu Tin Lành. Từ giữa thập niên 1990 trong xu hướng mở cửa, mối quan hệ giữa chính quyền Việt Nam với nhiều nhóm Kitô giáo có sự cải thiện. Chính quyền Việt Nam khẳng định tôn trọng tự do tôn giáo. Đồng thời, chủ trương của chính quyền là muốn quản lý hoạt động tôn giáo.